# Felix Rienth
Felix Rienth (* 24. Juni 1970 in Basel) ist ein Schweizer Konzertsänger (Tenor).

## Leben
Felix Rienth erhielt seine erste stimmliche Ausbildung als Knabensopran in der Knabenkantorei Basel und debütierte als Erster Knabe in Mozarts Zauberflöte am Theater Basel unter Armin Jordan. Nach der Matur begann er ein Germanistik- und  Hispanistikstudium an der Universität Basel, bevor er sich ganz dem Gesang zuwandte. Bei Heidi Wölnerhanssen in Basel absolvierte er sein Gesangsstudium, das er mit dem Operndiplom am Schweizer Opernstudio der Hochschule für Musik Bern abschloss. Als Preisträger der Luzerner „Stiftung für junge Musiktalente“ gab er ein Arienkonzert mit dem Luzerner Sinfonieorchester. Der Tenor singt die grossen  Oratorienwerke in der Schweiz und in ganz Europa. So wurde er in die Kölner Philharmonie, den Mozarteum-Saal Salzburg, den Grazer Stefaniensaal, nach Düsseldorf, Brüssel, München, Palma de Mallorca und in die grossen  Konzerthäuser der Schweiz (Victoria Hall Genf, Tonhalle Zürich, Stadtcasino Basel) eingeladen. Er sang als Gast an den bedeutenden Festivals von Ambronay, Paris, Gent, Lissabon, Granada, an der Expo 2008 in Zaragoza und wurde von verschiedenen europäischen Rundfunkanstalten aufgenommen. Er hat mit den führenden Schweizer Chordirigenten gearbeitet, sowie mit den Spezialisten der Alten Musik, wie Eduardo Lopez Banzo, Gabriel Garrido und Frans Brüggen. Im Beisein Ihrer Majestät Königin von Belgien, Fabiola Mora y Aragón, gab er 2008 ein Barockrezital am Festival von Motril-Granada (Spanien). Von seiner Diskographie mit Schwerpunkt Alte Musik, ist die Einspielung der Solo-Kantaten des Katalanen Francesc Valls, die mit dem  niederländischen „Prelude Classical Music Award 2007“ als beste Barock-CD des Jahres ausgezeichnet wurde, besonders hervorzuheben. Zum Händel-Jahr 2009 erschien eine Aufnahme der Tenor-Kantaten von Johann Christoph Pepusch mit dem Barockensemble La Tempesta Basel. 2011 folgte die Rezital-CD Tonos humanos mit spanischen Barockliedern von José Marín. Seine Einspielung von Telemanns Tenor-Kantaten aus dem Harmonischen Gottesdienst mit La Tempesta Basel wurde 2014 zur „Referenzaufnahme“ und von der spanischen Zeitschrift RITMO unter die „10 besten CDs des Monats“ April 2014 gewählt.
Felix Rienth ist mit der Blockflötistin Muriel Rochat Rienth verheiratet und lebt in Basel.

## Diskographie (Auswahl)
- 2004: Musique de la cathédrale de Oaxaca / Ensemble Elyma / Gabriel Garrido / K617
- 2006: Musique du Brésil au 16. siècle / Continens Paradisi / Ricercar
- 2006: Francesc Valls: Solokantaten / A corte musical / Symphonia
- 2008: Johann Christoph Pepusch: Tenor-Kantaten / La Tempesta Basel / Enchiriadis
- 2011: José Marín: Tonos humanos / Felix Rienth, Tenor – Manuel Vilas, Harfe / La mà de Guido
- 2014: Georg Philipp Telemann: Tenor-Kantaten / La Tempesta Basel / Enchiriadis